# Protambulyx rubripennis
Protambulyx rubripennis är en fjärilsart som beskrevs av Butler 1877. Protambulyx rubripennis ingår i släktet Protambulyx och familjen svärmare. Inga underarter finns listade i Catalogue of Life.